# Statens museer för världskultur
La Statens museer för världskultur est une agence publique suédoise faisant partie du ministère de la Culture gérant les musées de « cultures du monde » du pays.